# Balestra (arma)
Crossbow
La balestra è un'arma da lancio costituita da un arco di legno, corno, o acciaio e nei tempi moderni anche con materiali più adatti come fibra di carbonio o alluminio anodizzato per un migliore rapporto peso/resistenza, da una calciatura (fusto) denominata teniere e destinata al lancio di quadrelli, frecce, strali, bolzoni, palle o dardi. La corda viene bloccata da un meccanismo chiamato noce. Lo scatto avveniva facendo pressione su una sorta di grilletto chiamato chiave oppure, nei modelli più antichi, abbassando un piolo. La corda veniva tesa grazie a un meccanismo a gancio chiamato crocco oppure, nei modelli più sofisticati, a un martinetto.

## Storia

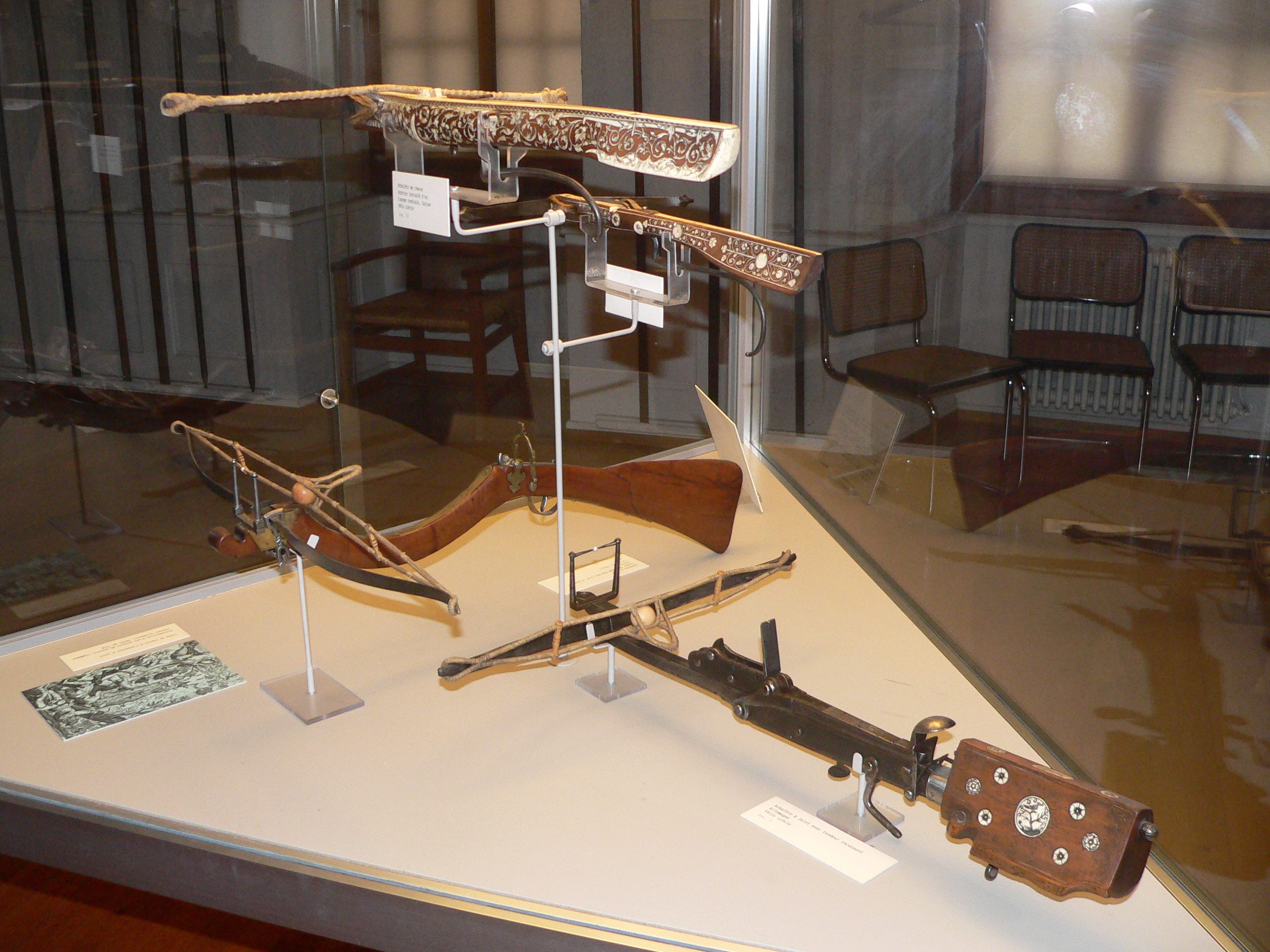
Balestre in legno

La balestra ha una storia molto antica. È certo comunque che essa fu sviluppata solo dopo l'invenzione dell'arco per aumentarne la potenza e la gittata. Il suo utilizzo inizialmente fu sporadico e non decisivo per l'esito degli scontri in battaglia, forse a causa delle difficoltà tecniche che si incontravano nella sua costruzione e soprattutto a causa dei costi di fabbricazione. La Grecia e la Cina rivendicano l'invenzione della balestra. È probabile che essa sia stata sviluppata indipendentemente da entrambe le culture, anche se non è chiaro quale delle due la utilizzò per prima.
A favore dei Greci c'è l'invenzione della balista avvenuta attorno al 400 a.C. Essa è una sorta di grande balestra, anche se il proietto della balista riceve l'energia dalla torsione di due grandi matasse e non dalla curvatura dell'arco. Inoltre la balista era atta al lancio di pietre e dardi. Sembra tuttavia che fra i primi esemplari ve ne fossero alcuni aventi le stesse dimensioni di una balestra. Secondo alcuni autori greci nello stesso periodo erano presenti i gastraphetes, ma queste testimonianze sono posteriori e quindi incerte.
A favore della paternità della Cina ci sono dei rinvenimenti archeologici di meccanismi di sgancio in bronzo prodotti attorno al 2000 a.C. e dei documenti scritti cinesi che descrivono l'impiego della balestra in battaglia attorno al 341 a.C.

## Utilizzo in battaglia

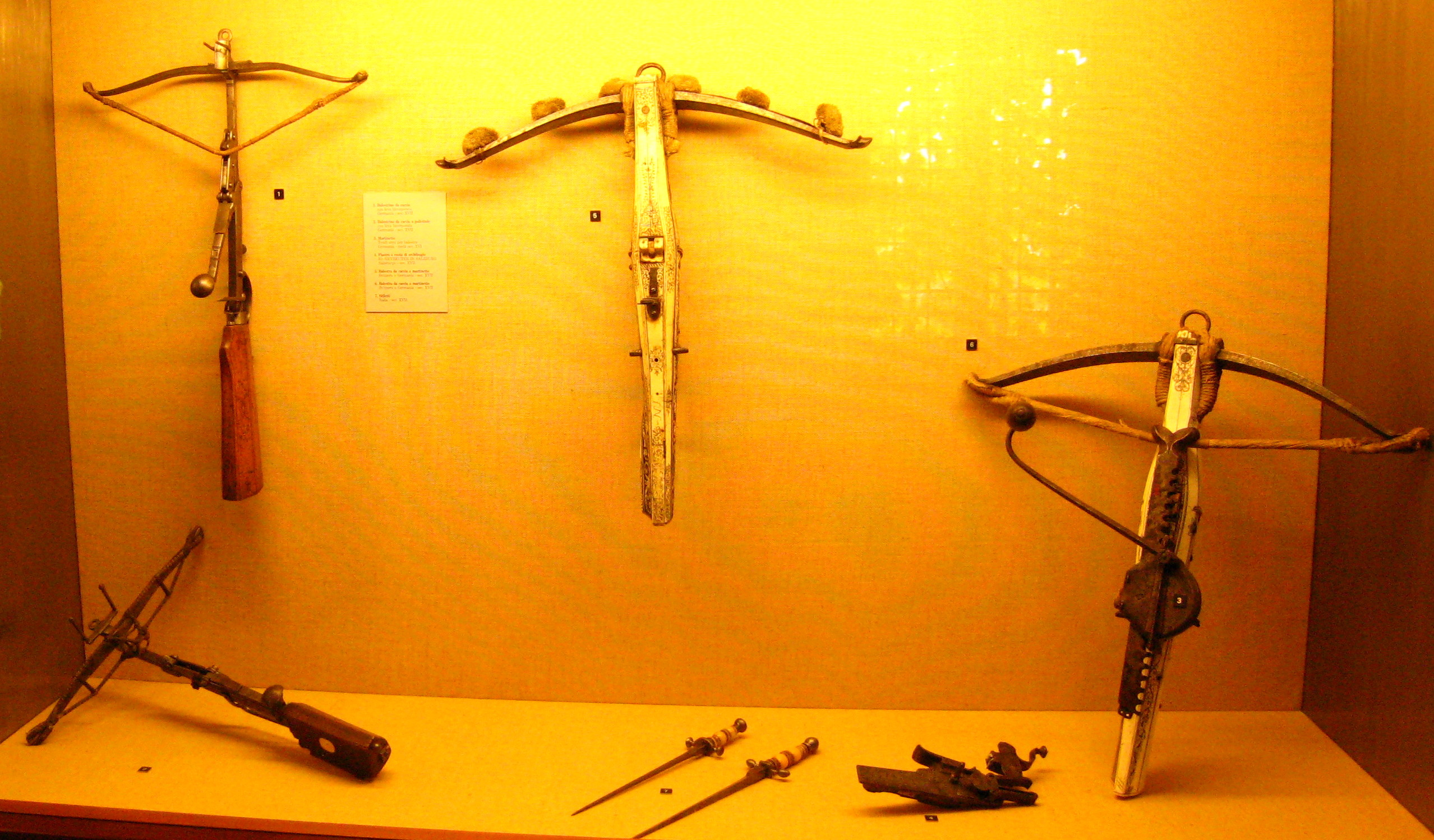
Antiche balestre

L'uso della balestra in Europa continua ininterrottamente dall'epoca classica fino al periodo di maggior popolarità tra l'XI e il XVI secolo, in seguito venne abbandonata a favore delle armi da fuoco. Fra i balestrieri più apprezzati si annoveravano quelli genovesi e lucchesi.
Fino alla comparsa delle prime armi da fuoco la balestra è stata l'arma più devastante che un singolo soldato poteva utilizzare tralasciando l'arco composito o a doppia curvatura. Infatti ha un potere di penetrazione tale da forare la maglia di ferro dei cavalieri. Inoltre l'addestramento per il suo utilizzo risulta più breve di quello per l'arco.
La balestra ha una fase di caricamento più lunga rispetto all'arco. Nella pratica ciò si traduceva nella necessità di assicurarsi un riparo durante la fase di caricamento; il lungo caricamento era bilanciato dalla notevole distanza di ingaggio, superiore a quella dell'arco normale o dell'arco lungo, ma non a quella dell'arco composto o a doppia curvatura. Proprio per migliorare l'efficacia dei balestrieri in campo aperto, soprattutto in presenza di tiratori nella parte avversaria, venne introdotto l'uso dei palvesi, grandi scudi di legno dietro cui i balestrieri si proteggevano durante la lenta fase di ricarica. Questi scudi potevano essere assicurati dietro la schiena oppure portati da un addetto, chiamato "palvesario". Proprio l'assenza dei palvesi nei ranghi dei balestrieri genovesi al servizio del re Filippo VI di Francia portò alla sconfitta francese a Crecy. Sempre nella stessa battaglia i francesi ricorsero allo stratagemma di montare su carri grosse balestre da postazione in grado di scagliare frecce ad oltre 500 m e con la possibilità quindi di essere spostate sul fronte, ma le cattive condizioni atmosferiche che avevano reso un pantano il campo di battaglia ne limitarono l'utilizzo.
La balestra comportò un discreto cambiamento nelle strategie utilizzate in battaglia, ma soprattutto modificò l'approccio alla battaglia da parte dei nobili che, tradizionalmente a cavallo, avevano sempre buone possibilità di uscire vivi dallo scontro. La diffusione della nuova arma portò gradualmente i cavalieri all'adozione di armature a piastre, più resistenti, e di protezioni specificamente pensate per i cavalli, che si evolveranno col tempo in vere e proprie armature.

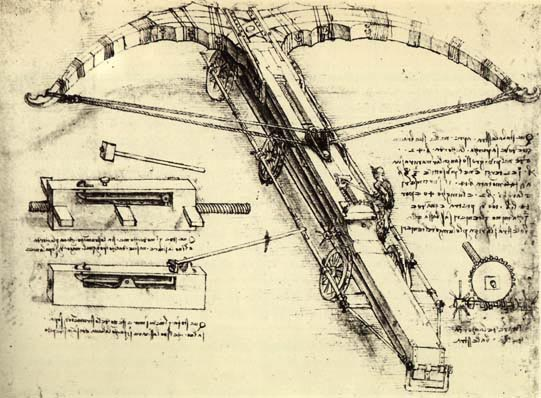
Progetto di balestra gigante di Leonardo da Vinci.

Con l'uso massiccio delle balestre il rischio di morire aumentava considerevolmente. Inoltre anche l'approccio delle battaglie venne generalmente preceduto dall'intervento dei tiratori che, sfruttando la vasta gittata e potenza delle balestre, potevano sfoltire i ranghi avversari prima del corpo a corpo e ripararsi in fretta dietro le vicine linee amiche se caricate da truppe di cavalleria le cui cavalcature si dimostrarono comunque molto vulnerabili ai proiettili, il che le rendeva un facile bersaglio se esposte, o risultavano più lente se coperte da corazze abbastanza spesse da assicurare un'adeguata protezione all'animale, permettendo il riparo dei tiratori. Spesso le battaglie venivano precedute da un confronto a distanza tra i tiratori delle parti avversarie: il vincitore, una volta sgominati i tiratori nemici, avrebbe avuto un importante vantaggio tattico, mantenendo la possibilità di colpire a distanza le truppe avversarie e di coprire quelle amiche nell'avanzata e soprattutto impedendo al nemico ogni possibilità di fare altrettanto.
Va anche detto che, nelle battaglie navali tra il XII ed il XIV secolo inoltrato, la balestra fu l'arma principale prima di giungere all'arrembaggio, sia che le unità impegnate fossero navi grosse o cocche che galere veloci e manovriere: in particolare queste ultime, che non potevano imbarcare e in effetti non imbarcavano macchine da lancio pesanti, iniziavano il combattimento col lancio reciproco dei proiettili delle loro balestre, spesso a punta non acuminata ma larga, per lacerare vele e recidere manovre, ma anche le navi più grandi e a propulsione unicamente velica vengono descritte nelle cronache (gli Annali del Caffaro e continuatori, o la "Nova Cronica" di Giovanni Villani, o quella catalana attribuita a Pietro il Cerimonioso) come fornite di "diffici da gittar pietre" = macchine da lancio, trabucchi e simili, ma si dice anche che potevano imbarcare persino 400 balestrieri ciascuna.
La balestra modificò a tal punto le regole dell'ingaggio in battaglia che il suo uso fu spesso osteggiato. Lo stesso Concilio Laterano II del 1139 con Bolla ribadita successivamente da papa Innocenzo II, vietò l'utilizzo della balestra tra eserciti cristiani mentre, non potendo avere influenza sugli eserciti musulmani e gli eretici, lo consentì contro questi.

### Caratteristiche
La maggior parte delle balestre medievali aveva una potenza media misurabile in termini di carico di tiro o libbraggio (misura della tensione della corda, generalmente espressa in libbre-forza o chilogrammi-forza, quando essa viene tesa al massimo) di circa 45 chilogrammi, ma con l'introduzione dell'arco in acciaio nella seconda metà del XV secolo,furono costruite balestre in grado di sviluppare un libbraggio di oltre 500 chilogrammi e con una gittata utile di oltre 450 metri.

## Utilizzo per la caccia

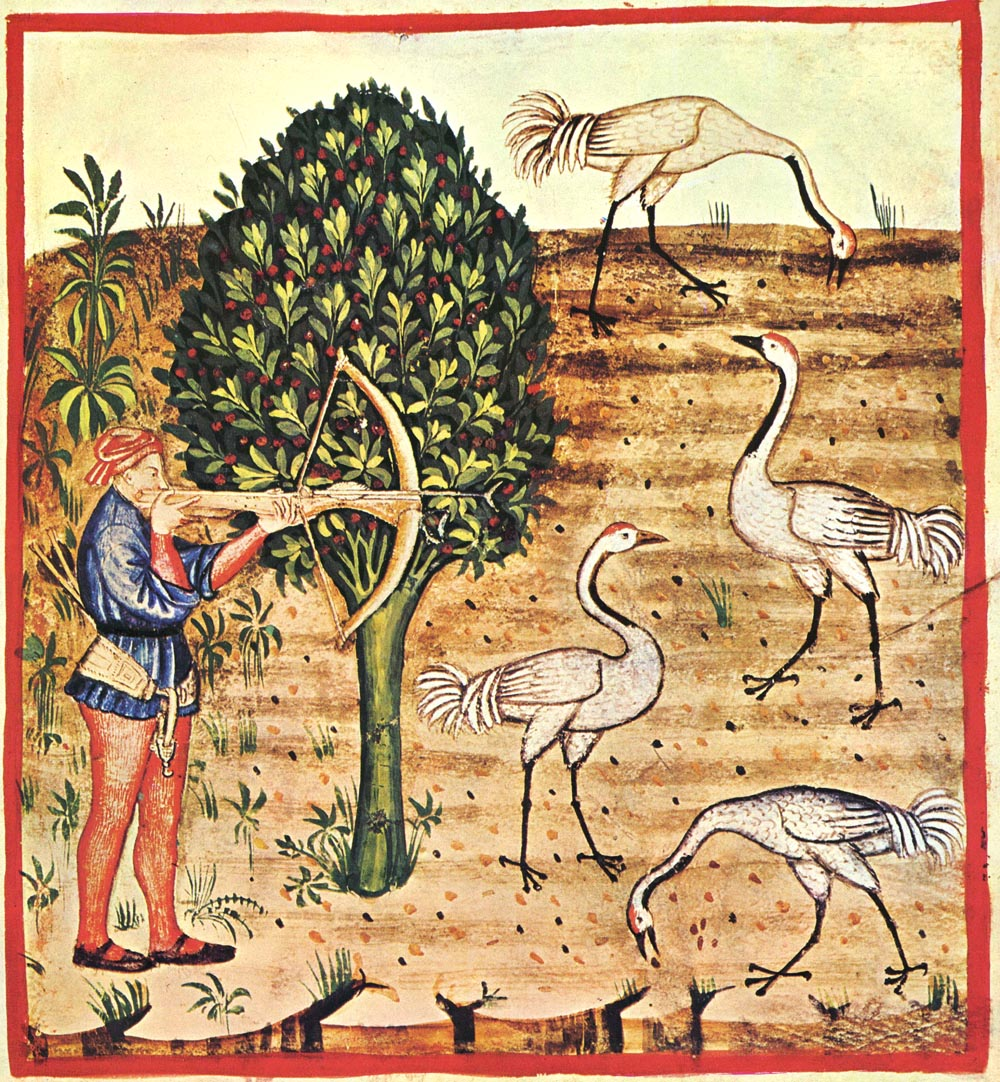
Caccia alla gru con balestra (tacuinum sanitatis casanatensis, XIV secolo)

La balestra come arma da caccia era molto più piccola e leggera della pesante balestra da guerra. Il suo utilizzo in questo campo risale a non prima del XIV secolo e perdura fino alla fine del XVI. Benché sia un'arma pensata per uomini adulti, è noto il suo utilizzo anche da parte di donne e bambini, sebbene in numero certo ridotto di casi: la duchessa Beatrice d'Este, nel 1493, cacciava i cinghiali con la balestra. Suo figlio Massimiliano Sforza, nel 1498, all'età di soli cinque anni ferì un cervo con la medesima arma. Ai giorni nostri la balestra invece moderna (ricurva o compound), viene impiegata in battute di caccia grossa sia in USA che in Africa, oltre che nella pratica di tiro alla targa, ossia al bersaglio, in appositi campi da tiro. 

## Tipologie
- Balestra compound (o balestra a pulegge), caratterizzata dall'utiluzzo di un sistema di pulegge o camme alle estremità dell'arco che ne rende più facile l'armamento, migliorandone anche la precisione e la potenza nel tiro.
- Balestra a crocco: prendeva tale nome dal gancio appeso alla cintura del balestriere e dalla staffa di cui era fornita la balestra stessa. Il balestriere inseriva il crocco nella corda, il piede nella staffa e sollevandosi tendeva l'arco.
- Balestra a leva: si caricava con la leva, da cui prese il nome. La leva si componeva di un braccio di ferro biforcato verso il mezzo della sua lunghezza, ed all'estremità ripiegato a mezzo cerchio, con uno o due ganci snodati che, afferrata la corda, facendo girare i due rami sui perni di ferro posti ai lati del teniere, traevano ed appiccavano la corda stessa alla tacca della noce. Era anche un'arma dei balestrieri a cavallo, con minori dimensioni e con la leva fissata sul teniere;
- Balestra a martinello: era generalmente una balestra di grosse dimensioni che si caricava con un grosso martinello;
- Balestro a molinello: era così chiamata una balestra di maggiori dimensioni delle altre, e quindi molto potente: per farla funzionare occorrevano vari uomini e per tendere l'arco occorreva un argano, un grosso e forte congegno da cui appunto l'arma stessa traeva il nome. Era arma da posta e si adoperava a difesa delle mura;

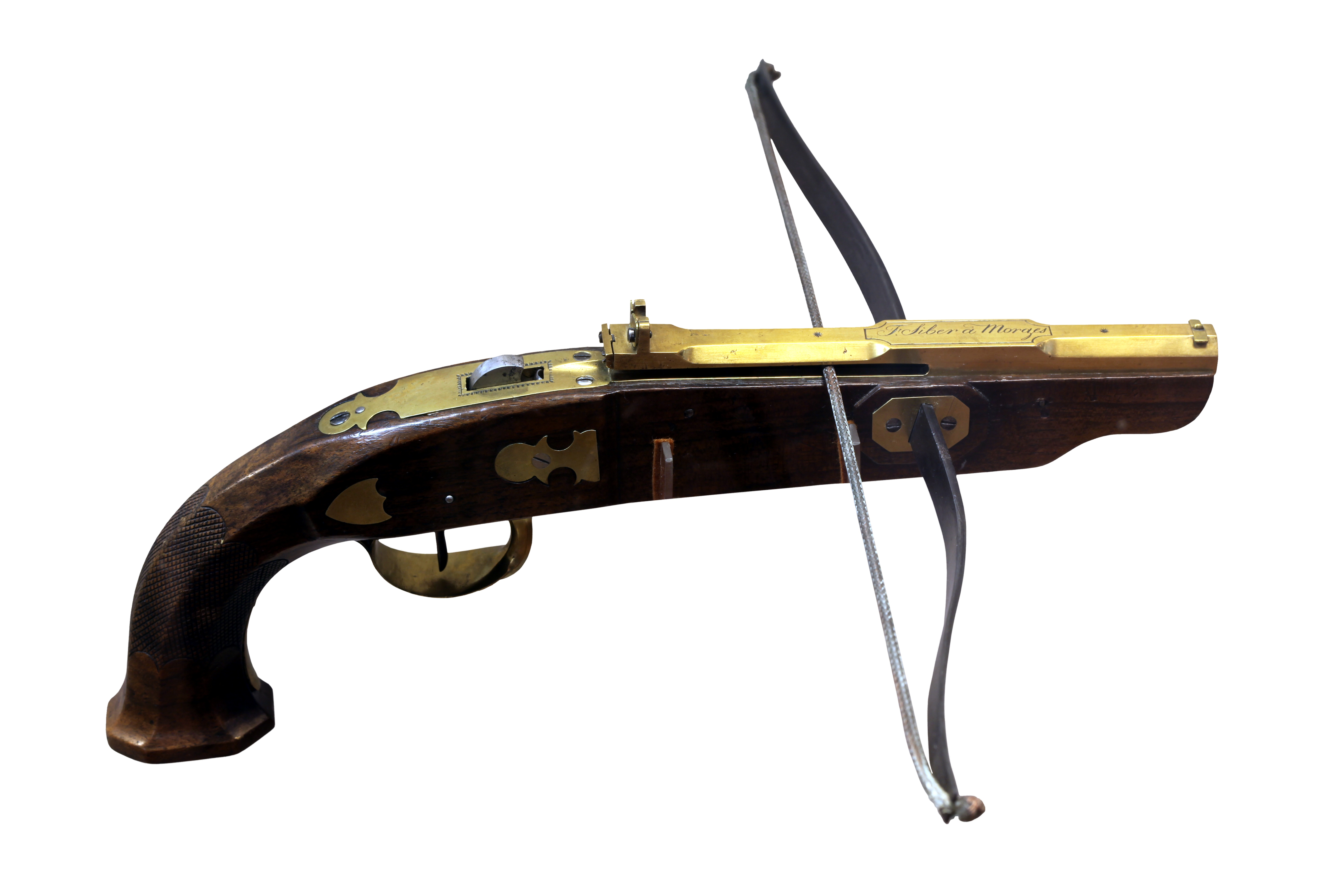
Balestra a pistola

Vi erano poi le balestre con altri nomi a seconda della nazione ove era stata fabbricata, del modo di caricarle e della loro forma o del proiettile che lanciavano:
- Balestra a staffa: perché si caricava con i crocchi e colla leva, premendo però con il piede su una staffa. Di questa balestra, detta anche balestra manesca, erano armati i balestrieri genovesi alla battaglia di Crécy nel 1346, e a quella d'Azincourt nel 1415;
- Balestra a un piede o a due piedi: quella che si caricava con la forza di uno o di due piedi;
- Balestra a bolzoni: era una balestra che lanciava una freccia chiamata bolzone;
- Balestra a bussola: essa aveva una girella contenuta entro una scatola tonda a mo' di bussola;
- Balestra a e da tornio: era la balestra più grossa e non manesca, ed il nome derivava dall'ordigno acconciato all'estremità del teniere per tenderla. Erano balestre grosse da muro, da posta ed erano trasportate a soma;
- Balestra a girella: la balestra che si caricava a mezzo di una rotella scanalata, o carrucola, la quale raccoglieva lo spago che serviva per tirare la corda dell'arco per tenderlo;
- Balestra a piè di capra: il meccanismo per tendere la corda era così chiamato per la sua forma all'estremità divisa in due parti;
- Balestra a ruota d'ingranaggio: si caricava mediante una ruota dentata che spingeva lungo il teniere un'asta dentata da una parte come una sega;
- Balestra a pallottole: lanciava pallottole di piombo;
- Balestra a pistola: fu in uso nel XVI secolo: Era una balestra munita anche di una specie di pistola disposta lungo e sotto il teniere; cosicché essa era a doppio uso: pistola o balestra, a seconda se veniva usata voltata di sopra o di sotto;
- Balestra a panca: era così chiamata quella che aveva il fusto rialzato da terra sopra un appoggio a forma di panca;
- Balestra a tagliere: era così chiamata quando il fusto era a foggia di una tavola larga, quasi a guisa di tagliere;
- Balestra a telaro: era così chiamata quando il fusto era costruito alla foggia di un telaro o telaio;
- Balestra cinese a ripetizione: (o Chu-ko-nu) è una balestra che ha una specie di custodia sopra e lungo il teniere o fusto, la quale può fornire successivamente venti frecce in essa custodite, disposte l'una sull'altra;
- Balestra multipla: progettata da Leonardo Da Vinci nel Codice Atlantico, era in grado di scagliare più dardi in direzioni diverse allo stesso tempo, grazie anche alla particolare forma del teniere, che si apriva a ventaglio.
- Balestra lanciagranate: tipo di balestra per lanciare bombe a mano fu in uso per breve tempo sul fronte francese durante la prima guerra mondiale;
- Balestrino: Balestra molto piccola che si tendeva mediante una vite disposta lungo il teniere e messa in moto dal di dentro del calcio. Si poteva portare nascosta, per cui era considerata arma proibita ovunque dai bandi sulle armi. Lanciava un cortissimo dardo o a volte un ago spesso avvelenato;
- Balestrone: Grossa balestra che si caricava con fortissimo tornio o martinetto, ed aveva un arco di ferro o di acciaio lungo dai quattro ai sei metri. Era arma di norma posta sulle mura, come macchina di difesa.

## Balestra moderna

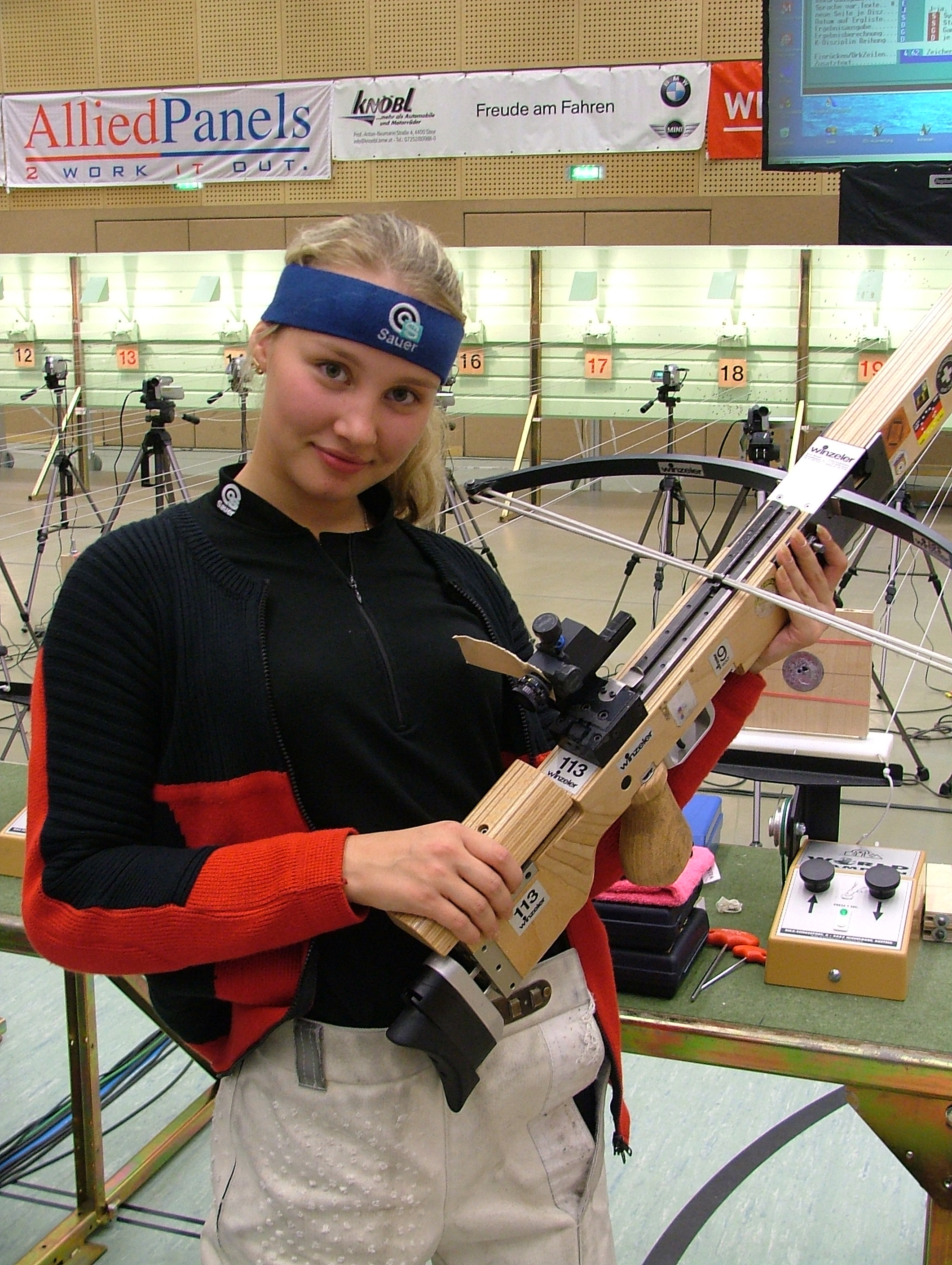
La russa Anna Sushko ai 10m Match Crossbow Championships del 2006.

Nell'era moderna la balestra si è evoluta diventando un attrezzo sportivo. La balestra moderna è l'evoluzione di quella dei secoli passati. I materiali e l'ingegneria moderna hanno sostituito il legno e l'acciaio del passato decretando la nascita di un oggetto sportivo di grande efficacia, precisione e affidabilità. L'arco in acciaio o composito in legno/corno/tendine è ora stato sostituito con due flettenti in fibra dalle eccezionali capacità elastiche. Possono rimanere armati per diverse ore senza subire deformazioni: tuttavia i produttori più seri offrono indicazioni di sicurezza su quanto la balestra può restare armata.
Nei paesi dove la caccia con la balestra è permessa, per disarmare una balestra rimasta armata per ore e inutilizzata si usa solitamente un dardo apposito in materiale biodegradabile.
È anche eccezionale il loro rendimento fra energia immagazzinata/restituita all'atto dello scocco.

### Le caratteristiche tecniche
La corda è normalmente fatta di filati ad altissima rigidità come il Fast Flight, normalmente di 22/30 fili. La "corsa" o "corsa/power stroke" (la misura della distanza fra la corda in riposo e il punto di aggancio) della balestra arriva anche a 17" (43.18 cm) e oltre, consentendo grande rendimento rispetto al passato. A differenza dell'arco che immagazzina l'energia muscolare delle braccia e di parte del busto, la balestra immagazzina anche quella delle gambe e del busto completo, permettendo così grandi accumuli di energia. Un arco ha un rendimento maggiore a parità di libbre perché ha un allungo normalmente superiore, da 26" a 32" (66 cm - 81.3 cm): una balestra da 175 libbre (79.4 kg) corrisponde infatti come prestazioni a un arco compound da 55 libbre (31.5 kg) o a un arco ricurvo da 90 (40.5 kg). Il carico massimo delle balestre moderne normalmente oscilla fra 150 (67.5 kg) e 225 libbre (101.3 kg).
Il sistema di sgancio è estremamente raffinato, dotato di sicura, ha uno sforzo normalmente fra le 3 e le 12 libbre (1.35 kg - 5.4 kg). I sistemi di mira possibili normalmente sono due: tacche di mira e cannocchiale. Il primo consente di avere un oggetto più leggero e meno delicato (urti, sole ecc.); il secondo permette tiri più precisi e di avere una migliore mira in situazioni di scarsa luminosità.

### I tipi di balestra

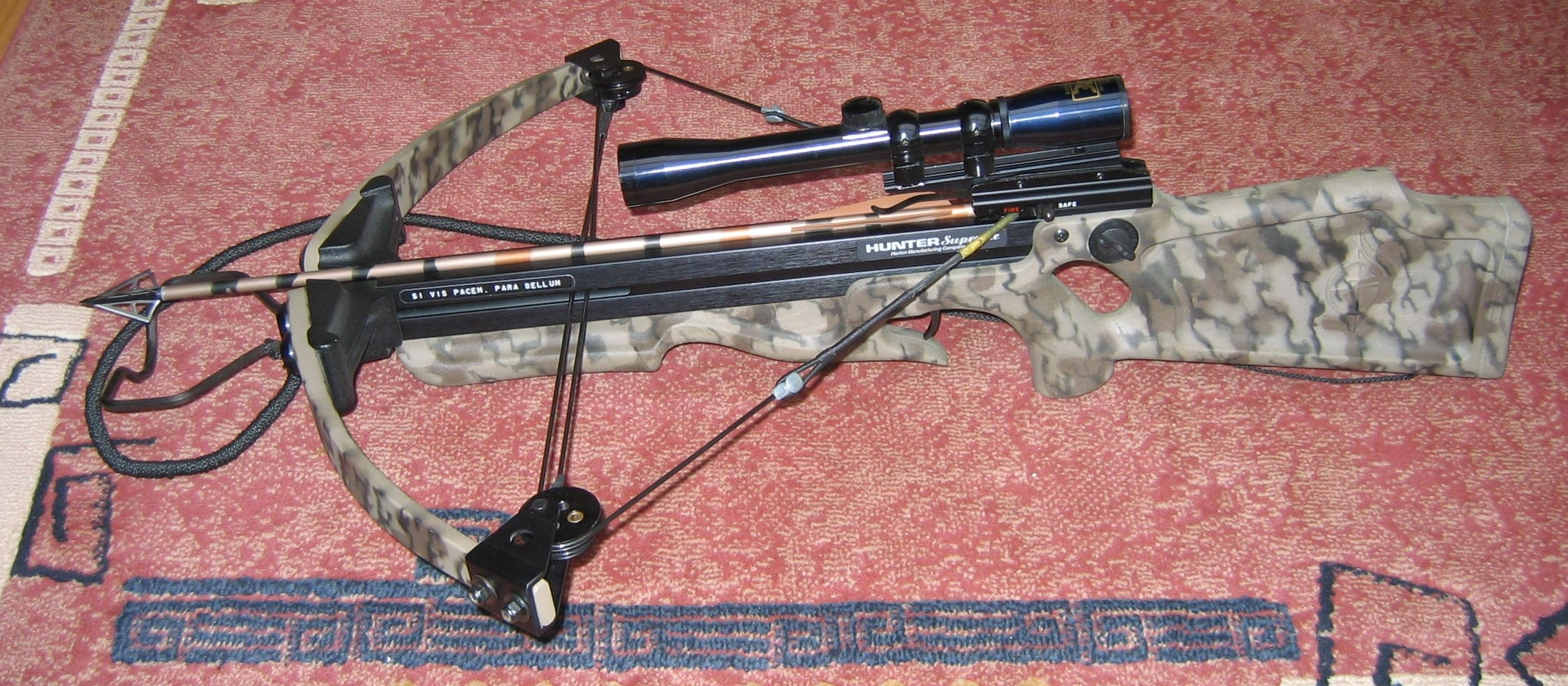
Balestra Compound

Le balestre possono essere di due tipi: tradizionali e compound. Le prime offrono numerosi vantaggi fra cui: estrema semplicità nella sostituzione/manutenzione della corda; nessuna necessità di sincronizzare le cam; leggerezza; possibilità di usare frecce più leggere e quindi più veloci. Invece le balestre compound, dotate di cam o eccentrici sui flettenti hanno le seguenti caratteristiche: a parità di libbraggio massimo permettono normalmente una maggiore velocità di uscita del dardo (il sistema di carrucole permette di immagazzinare una quantità maggiore di energia); sono più compatte; in fase di armamento il let-off (diminuzione di sforzo) delle carrucole permette di ridurre la tensione sul meccanismo di aggancio.
Recentemente si stanno inoltre diffondendo delle balestre "a ripetizione". Tale qualità, dovuta alla velocità di caricamento della corda nonché alla possibilità di effettuare più tiri senza dover posizionare manualmente il dardo, è dovuta allo sviluppo di sistemi di caricamento basati sul principio della leva e allo sviluppo di appositi caricatori per i dardi funzionanti a gravità posti sulla sommità dello strumento.

### I dardi
Il munizionamento tipico della balestra è il dardo: una freccia corta e tozza.
Sono principalmente di due materiali: fibra di carbonio ed alluminio, normalmente nel diametro di 22/64" (0.87 cm). I dardi in fibra di carbonio sono di norma più leggeri di quelli in alluminio e presentano doti di indeformabilità in situazioni nelle quali un dardo in alluminio si piegherebbe. Le misure delle aste in alluminio più comuni sono 2213, 2216 e 2219. La lunghezza del dardo dipende, ma non è subordinata al Power Stroke (allungo) della balestra e normalmente varia fra 14" (35.6 cm) e 22" (55.9 cm). Non è comunque una regola assoluta in quanto, rispetto alla freccia usata sull'arco, il dardo della balestra non deve rispettare rigidamente i parametri di spine e dunque può essere più lungo o più corto del power stroke, entro certi limiti, senza subire penalità rilevanti.
Sono impennate con 3 penne naturali o di plastica di lunghezza compresa fra 2" (5 cm) e 5" (12.7 cm). La parte terminale posteriore della freccia ha un inserto protettivo (codolo) su cui spinge la corda. Il codolo può essere piatto o leggermente scavato a mezzaluna (half moon). Se è piatto la freccia può essere incoccata in tre posizioni diverse, se è a mezzaluna in un'unica posizione. Nella parte anteriore della freccia è presente un inserto a vite che permette di avvitare punte diverse e di diverso peso. La massa della freccia completa varia normalmente fra 350 grani (22.7 g) e 650 grani (42.1 g). Le balestre compound normalmente non possono usare frecce di peso inferiore a 400-420 grani (25.9 g - 27.2 g); le balestre Excalibur possono usare frecce fino a 350 grani (22.7 g). Le marche più conosciute di balestre sono tutte nord americane e sono: Barnett, Excalibur, Horton e Ten Point.

## La balestra nel diritto italiano

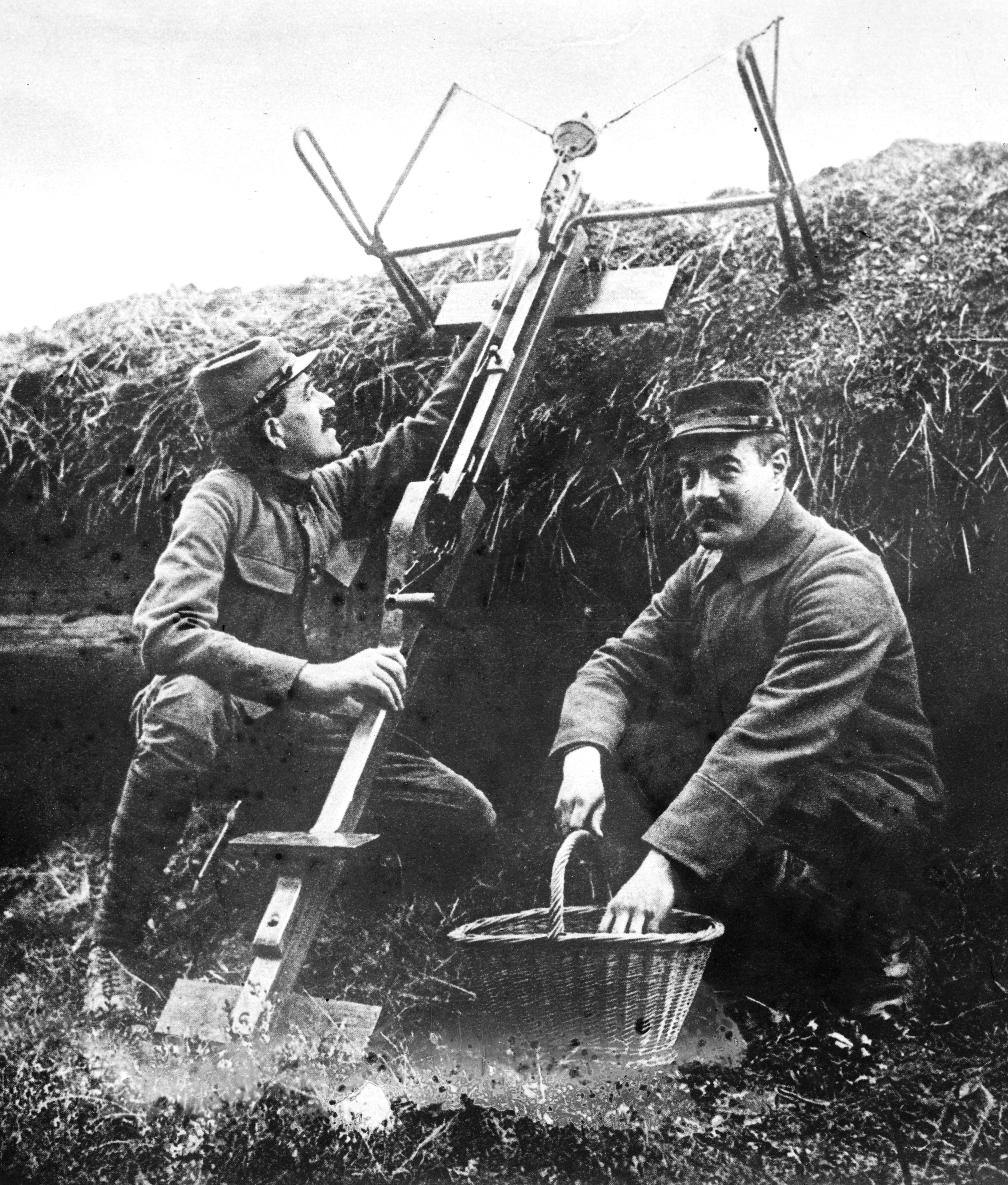
Una balestra lanciagranate impiegata sul fronte francese nel primo conflitto mondiale

In assenza di specifiche previsioni normative, lo status giuridico della balestra è stato definito dalla giurisprudenza. In particolare, a seguito di varie sentenze anche recenti (vedi sent. Cass. I° sez. penale 22341/21) tutte comunque rifacentisi alla originale sentenza della I° sez. 4331/97 la balestra è valutata come oggetto atto ad offendere (oggetti più noti come "armi improprie" e talvolta definiti tali anche dal legislatore). Tale definizione esclude la necessità di permessi o autorizzazioni per l'acquisto, mentre il porto è regolato al pari di tutte le altre "armi improprie" come indicato dall'art. 4 della legge 110/1975 - velocemente, si ricorda come sia consentito il porto (cioè il tenere l'oggetto presso di sè anche pronto all'uso, a differenza del mero trasporto che richiede che l'oggetto non sia pronto all'uso e sia riposto in custodie o contenitori di non immediato accesso) solo per giustificato motivo il quale, comprensibilmente, esclude sempre e comunque l'uso offensivo verso esseri umani fosse anche a scopo esclusivo di autodifesa.
L'uso non è specificatamente regolato dalla legge. Al pari di tutti gli oggetti atti ad offendere, esso è quindi sempre consentito "per giustificato motivo", il che include il tiro sportivo, tuttavia tale uso deve sempre e comunque essere effettuato senza rischi per la pubblica sicurezza e cosa questo significhi in concreto è sfortunatamente lasciato alla discrezionalità delle autorità locali. In materia, il ministero dell'interno si è perlomeno espresso con la circolare 559/C.22590.101179(17) 1-582-E-95 la quale riconosce come "sempre legittimo" l'uso effettuato nei campi da tiro attrezzati, aperti o chiusi, purché predisposti in maniera palese e secondo le regolamentazioni sportive e di pubblica sicurezza (nonché il relativo trasporto dell'arma effettuato in custodia chiusa). Non essendo legge ma atto amministrativo tale circolare non può escludere usi legittimi dell'oggetto anche in condizioni diverse da quelle indicate, ma rimane almeno indicazione di quale è l'attività con la balestra considerata sempre e comunque "legittima".
Per quanto riguarda l'attività venatoria (vedi anche, "caccia") la balestra non è un mezzo consentito. Le armi utilizzabili per la caccia nel territorio italiano sono indicate, in maniera ritenuta tassativa (quindi con esclusione di tutto ciò che non è stato espressamente indicato) dalla legge 157/92 all'art. 13 il quale prevede, oltre a specifici tipi di fucili, il solo uso dell'arco o del falco.